# Condado de Mower
El condado de Mower (en inglés: Mower County), fundado en 1855 y con nombre en honor al trabajador maderero y político John Edward Mower, es un condado del estado estadounidense de Minnesota. En el año 2000 tenía una población de 38.603 habitantes con una densidad de población de 21 personas por km². La sede del condado es Austin.

## Geografía
Según la oficina del censo el condado tiene una superficie total de 1843 km² (711,6 mi²), de los que la totalidad son tierra. Aunque no dispone de ningún lago natural pero tiene varios embalses.

## Condados adyacentes
- Condado de Dodge - norte
- Condado de Olmsted - noreste
- Condado de Fillmore - este
- Condado de Howard - sureste
- Condado de Mitchell - sur
- Condado de Worth - suroeste
- Condado de Freeborn - oeste

### Principales carreteras y autopistas
- Interestatal 90
- U.S. Autopista 63
- U.S. Autopista 218
- Carretera estatal 16
- Carretera estatal 56
- Carretera estatal 105
- Carretera estatal 251

## Demografía
Según el censo del 2000 la renta per cápita media de los habitantes del condado era de 36.654 dólares y el ingreso medio de una familia era de 45.154 dólares. En el año 2000 los hombres tenían unos ingresos anuales 31.743 dólares frente a los 23.317 dólares que percibían las mujeres. El ingreso por habitante era de 21.322 dólares y alrededor de un 9,20% de la población estaba bajo el umbral de pobreza nacional.

## Ciudades y pueblos
| - Adams - Austin - Brownsdale - Dexter - Elkton - Grand Meadow - Le Roy | - Lyle - Mapleview - Racine - Rose Creek - Sargeant - Taopi - Waltham |

### Municipios
| - Municipio de Adams - Municipio de Austin - Municipio de Bennington - Municipio de Clayton - Municipio de Dexter - Municipio de Frankford - Municipio de Grand Meadow - Municipio de Lansing - Municipio de Le Roy - Municipio de Lodi | - Municipio de Lyle - Municipio de Marshall - Municipio de Nevada - Municipio de Pleasant Valley - Municipio de Racine - Municipio de Red Rock - Municipio de Sargeant - Municipio de Udolpho - Municipio de Waltham - Municipio de Windom |